# Pholcoides
Pholcoides là một chi nhện trong họ Filistatidae.